# Tlokweng
Tlokweng är en stad i södra Botswana, i distriktet South-East. Staden är belägen strax öster om landets huvudstad Gaborone, nära gränsen mot Sydafrika, och har 36 323 invånare (2011). 